# David Copperfield (kouzelník)
David Seth Kotkin (* 16. září 1956 Metuchen, New Jersey), vystupující pod uměleckým pseudonymem David Copperfield, je americký kouzelník a iluzionista. Od 70. let 20. století je znám svými četnými televizními vystoupeními, každý rok předvede asi 600 show. Vystupuje především v Las Vegas. Jeho majetek je odhadován na 865 milionů dolarů.
Kouzla předváděl už jako dítě. Jako kluk byl velice plachý a samotářský. Své první kouzelnické představení uspořádal ve svých dvanácti letech pod jménem Boy Divino. Ve stejném věku se představení začal věnovat profesionálně. „První kouzlo jsem se naučil jako sedmiletý od svého dědečka, bylo to kouzlo s kartami. Stále tuto iluzi používám ve své show. Bohužel, dědeček zemřel dřív, než jsem s tím kouzlem poprvé vystupoval pro veřejnost, takže to už nemohl vidět.“
Stal se historicky nejmladším členem Společnosti amerických kouzelníků. Jako šestnáctiletý už přednášel magii na univerzitě v New Yorku. Jeho živé show bez kamerových triků a vizuálních efektů viděli v 40 zemích světa více než 3 miliardy televizních diváků. Za svůj dosud největší úspěch považuje Project Magic z roku 1982, kde použil magii jako léčebnou metodu pro posílení dovednosti a motorických schopností tělesně postižených lidí. Dnes tento projekt funguje v tisících nemocnicích v 30 státech. Kompletní příprava jednoho kouzla od nápadu po vystoupení před lidmi mu trvá průměrně 2,5 roku, iluzi létání však chystal až 7 let.
Jeho iluze zahrnovaly zmizení americké Sochy svobody, letadla či vozu vlaku Orient Express, levitace nad Grand Canyonem, únik z vězení Alcatraz či ze zdemolované budovy, pád do propasti Niagarských vodopádů, zničení a obnovení baseballové karty v hodnotě přes milion dolarů či mizení a znovuobjevování náhodných diváků během své show.
David Copperfield má svou vlastní voskovou figurínu v londýnském muzeu Madame Tussaud.
V roce 1982 založil Project Magic věnující se handicapovaným dětem.
Své nové kouzelnické triky vymýšlí na utajeném místě v Nevadě.
Získal titul Bavič roku.